# Naas (Autriche)
Naas est une commune autrichienne du district de Weiz en Styrie.